# Jan Sint
Jan Sint (ur. 30 marca 1887 w Leiderdorp, zm. 8 lutego 1941 w Haarlemie) – holenderski zapaśnik, uczestnik igrzysk olimpijskich.
Uczestniczył w trzech igrzyskach olimpijskich startując w trzech różnych kategoriach wagowych. Podczas igrzysk w 1912 roku w Sztokholmie doszedł do szóstej rundy w turnieju wagi średnie w stylu klasycznym. Osiem lat później, podczas igrzysk w Antwerpii dotarł do półfinału repasaży wagi półciężkiej w stylu klasycznym, w Paryżu zaś, podczas Igrzysk VIII Olimpiady doszedł do trzeciej rundy w wadze ciężkiej w stylu klasycznym.